# 現代型訴訟
現代型訴訟（げんだいがたそしょう）とは、社会的・経済的・政治的な諸構造の変化により生じた問題に対し、それらの構造を改変することを目指す訴訟。
代表例としては、公害訴訟や消費者訴訟、薬害訴訟といった、企業の営利活動や政府の公表事業活動により生じた多数の被害者が提起する集団訴訟や、公共政策訴訟（憲法訴訟・行政訴訟）が挙げられる。

## 概要
現代型訴訟は、1960年代後半以降の日本において、大阪国際空港騒音公害訴訟や、いわゆる四大公害訴訟などの、公害訴訟を嚆矢として、広がりを見せてきた。

### 現代型訴訟の性格
現代型訴訟は、西洋由来の近代法システムが想定してきた、従来の訴訟モデルとは異なる性格を有しているとされる。

#### 当事者
まず、従来の訴訟モデルは、西洋近代的な意味での「個人」同士の訴訟のように、原告と被告が互いに対等で、それぞれの立場に代替性がある当事者によって行われることを基本としている。
その一方で、現代型訴訟における原告は、公害や違憲な立法などの同一の原因によって、被害や権利侵害を受けているか、これから受ける可能性がある、と主張する者であって、政治や立法の過程への効果的なアクセスが保障されていない政治的・社会的な「弱者」や「マイノリティ」であることも少なくない。また、公害訴訟や薬害訴訟など、原告の人数が多数にのぼることも多々ある。
他方で、現代型訴訟における被告は、国や地方公共団体、大企業である。そうすると、原告と被告の間で、訴訟において使える資源（主体の規模、裁判費用の負担能力、訴訟代理人、情報収集能力、社会における影響力など）の差が大きくなる。

#### 被害の内容
主張される被害の面について、全体的な傾向としては、消費者訴訟にみられるように、被害者一人一人の（特に賠償額の額面など）についてみれば、従来の訴訟モデルよりもむしろ微細なものとなってしまうような被害も主張される。
他方で、公害訴訟や薬害訴訟のように、個人に対して甚大な被害が生じているものの、被害が発生する機序が複雑で、損害や責任の認定が困難となるケースもある。

#### 請求の内容
従来の訴訟モデルでは、損害賠償訴訟のように、当事者間で生じた過去の事実により生じた損害を、事後的かつ個別的に、金銭によって賠償することを求める訴訟が典型的である。
しかし、現代型訴訟では、将来の被害の発生を防止するために、被告の事業や活動の差止めや、法令や行政処分の無効の確認が請求されることが多々ある。
また、請求を行う上で、既存の政策や一定規模の活動・事業のあり方自体を問うことになったり、その在り方に異議を唱えることを正当化するため、環境権や自己決定権などの新しい権利が主張されたりするなど、社会的・政治的に及ぼす影響が、しばしば極めて大きくなることがある。
特に、現代型訴訟が、国や地方公共団体の政策にまで影響を及ぼす性格から、現代型訴訟は、「政策志向型訴訟」（政策志向的現代型訴訟）や、「政策形成訴訟」と呼ばれることもある。

## 事例

### 集団訴訟

#### 公害訴訟
公害訴訟は、最初期の現代型訴訟として挙げられる。
- 四大公害訴訟
  - 水俣病訴訟
  - 第二水俣病訴訟
  - イタイイタイ病訴訟
  - 四日市ぜんそく訴訟
- 騒音公害訴訟
  - 大阪国際空港騒音公害訴訟
  - 名古屋新幹線訴訟
  - 横田飛行場騒音訴訟
  - 厚木航空機騒音訴訟

#### 環境訴訟
- 原発訴訟
  - 伊方原発訴訟
  - もんじゅ訴訟
  - 浜岡原発訴訟
- 八千穂村ゴルフ場開発差止住民訴訟
- 日照権訴訟
- 嫌煙権訴訟

#### 薬害訴訟
- スモン訴訟
- 薬害エイズ訴訟
- 薬害肝炎訴訟

#### 消費者訴訟
- 森永ヒ素ミルク中毒事件
- 主婦連ジュース事件

### 憲法訴訟
- 堀木訴訟
- 退去強制命令取消訴訟
- 「一票の格差」訴訟（議員定数配分規定違憲訴訟）
- 在外日本人選挙権訴訟
- 在外日本人国民審査権訴訟